# Hsien Chung Wang
Hsien Chung (também Hsien-Chung e Hsien-chung Wang;  王宪钟 Wang Xian Zhong, Pequim, 18 de abril de 1918 – Nova Iorque, 25 de junho de 1978) foi um matemático sino-estadunidense, especialista em geometria diferencial, grupos de Lie e topologia algébrica.
Foi palestrante convidado do Congresso Internacional de Matemáticos em Edinburgo (1958).

## Publicações selecionadas
- com S. S. Chern: "Differential geometry in symplectic space." I, Sci. Rep. Nat. Tsing Hua Univ 4 (1947): 453–477.
- "Axiom of the plane in a general space of paths." Annals of Mathematics (1948): 731–737. doi:10.2307/1969056
- "The homology groups of the fibre-bundles over a sphere." Duke Math. J 16 (1949): 33–38.
- "Homogeneous spaces with non-vanishing Euler characteristics." Annals of Mathematics (1949): 925–953. doi:10.2307/1969588
- "A problem of PA Smith." Proceedings of the American Mathematical Society 1, no. 1 (1950): 18–19.
- "A remark on transformation groups leaving fixed an end point." Proceedings of the American Mathematical Society 3, no. 4 (1952): 548–549.
- "One-dimensional cohomology group of locally compact metrically homogeneous space." Duke Mathematical Journal 19, no. 2 (1952): 303–310.
- "Complex parallisable manifolds." Proceedings of the American Mathematical Society 5, no. 5 (1954): 771–776.
- com Kentaro Yano: "A class of affinely connected spaces." Transactions of the American Mathematical Society 80, no. 1 (1955): 72–92.
- "Discrete subgroups of solvable Lie groups I." Annals of Mathematics (1956): 1–19. doi:10.2307/1969948
- com William M. Boothby: "On contact manifolds." Annals of Mathematics (1958): 721–734. doi:10.2307/1970165
- "Compact transformation groups of Sn with an (n–1)-dimensional orbit." American Journal of Mathematics 82, no. 4 (1960): 698–748. doi:10.2307/2372936
- com Samuel Pasiencier: "Commutators in a semi-simple Lie group." Proceedings of the American Mathematical Society 13, no. 6 (1962): 907–913.
- "On the deformations of lattice in a Lie group." American Journal of Mathematics 85, no. 2 (1963): 189–212. doi:10.2307/2373209
- com W. M. Boothby and Shoshichi Kobayashi: "A note on mappings and automorphisms of almost complex manifolds." Annals of Mathematics (1963): 329–334. doi:10.2307/1970219
- "A remark on co-compactness of transformation groups." American Journal of Mathematics 95, no. 4 (1973): 885–903. doi:10.2307/2373700